# 취저우시
취저우시(중국어 간체자: 衢州市, 병음: Qúzhōu)는 중화인민공화국 저장성에 위치하는 지급시이다. 첸탕강 상류에 위치하고 북쪽으로 항저우, 남동쪽으로 리수이, 남쪽으로 푸젠성, 남서쪽으로 장시성, 북서쪽으로 안후이성과 접하고 있다.

## 역사
취저우의 역사는 매우 오래되어 상나라·주나라 대에도 사람들이 생활하고 있었다. 621년 당나라 무덕 4년에 취저우가 설치되었다. 1985년 5월에 취저우 시가 승격하여 설립되었다.

## 지리와 기후
취저우의 중앙은 첸탕강 유역의 드넓은 평야이다. 강은 지역에서 취강(衢江)으로 알려져있다. 취저우의 모든 강들은 모두 첸탕강의 하계망에 속하는 지류들로 마지막에는 항저우만으로 흘러든다.
지형은 서쪽이 동쪽보다 높다. 취저우 땅은 평야 15%와 구릉 36%, 산지 49%로 이루어져있다. 북쪽은 첸리강(千里岗) 산맥이 있고 서쪽은 위 산맥이 있다. 시에서 가장 높은 지점은 다룽강(大龙岗)으로 해발고도는 1500m이다.
70.7%가 숲으로 덮여있고 나머지 조밀한 관개 농경지에서 과일, 차, 뽕나무 잎이 생산된다.
취저우는 기후가 온화하고 사계절이 뚜렷하다. 연중 상당한 양의 비가 오지만 특히 5월과 6월에 많이 온다. 연평균 기온은 16.3~17.3℃이고 1월 평균 기온은 4.5~5.3℃, 7월 평균 기온은 27.6~29.2℃이다. 무상기일은 251~261일이다. 첸탕강 계곡을 따라 북동쪽으로 바람이 분다. 때때로 태평양에서 태풍이 불기도 한다.
| 취저우시의 기후                                               | 취저우시의 기후 | 취저우시의 기후 | 취저우시의 기후 | 취저우시의 기후 | 취저우시의 기후 | 취저우시의 기후 | 취저우시의 기후 | 취저우시의 기후 | 취저우시의 기후 | 취저우시의 기후 | 취저우시의 기후 | 취저우시의 기후 | 취저우시의 기후 |
| 월                                                            | 1월             | 2월             | 3월             | 4월             | 5월             | 6월             | 7월             | 8월             | 9월             | 10월            | 11월            | 12월            | 연간            |
| ------------------------------------------------------------- | --------------- | --------------- | --------------- | --------------- | --------------- | --------------- | --------------- | --------------- | --------------- | --------------- | --------------- | --------------- | --------------- |
| 역대 최고 기온 °C (°F)                                        | 26.1 (79.0)     | 28.2 (82.8)     | 34.2 (93.6)     | 34.6 (94.3)     | 36.8 (98.2)     | 39.0 (102.2)    | 40.9 (105.6)    | 41.2 (106.2)    | 39.6 (103.3)    | 36.1 (97.0)     | 31.9 (89.4)     | 26.4 (79.5)     | 41.2 (106.2)    |
| 일평균 최고 기온 °C (°F)                                      | 9.9 (49.8)      | 12.5 (54.5)     | 16.6 (61.9)     | 22.8 (73.0)     | 27.4 (81.3)     | 29.5 (85.1)     | 34.2 (93.6)     | 33.7 (92.7)     | 29.5 (85.1)     | 24.5 (76.1)     | 18.6 (65.5)     | 12.5 (54.5)     | 22.6 (72.8)     |
| 일일 평균 기온 °C (°F)                                        | 5.8 (42.4)      | 8.0 (46.4)      | 11.9 (53.4)     | 17.6 (63.7)     | 22.4 (72.3)     | 25.3 (77.5)     | 29.1 (84.4)     | 28.7 (83.7)     | 24.8 (76.6)     | 19.6 (67.3)     | 13.8 (56.8)     | 7.8 (46.0)      | 17.9 (64.2)     |
| 일평균 최저 기온 °C (°F)                                      | 2.8 (37.0)      | 4.6 (40.3)      | 8.2 (46.8)      | 13.6 (56.5)     | 18.5 (65.3)     | 22.0 (71.6)     | 25.2 (77.4)     | 24.9 (76.8)     | 21.2 (70.2)     | 15.7 (60.3)     | 10.1 (50.2)     | 4.3 (39.7)      | 14.3 (57.7)     |
| 역대 최저 기온 °C (°F)                                        | −10.4 (13.3)    | −8.9 (16.0)     | −2.9 (26.8)     | 2.1 (35.8)      | 9.4 (48.9)      | 14.4 (57.9)     | 19.3 (66.7)     | 18.0 (64.4)     | 12.0 (53.6)     | 2.1 (35.8)      | −3.6 (25.5)     | −7 (19)         | −10.4 (13.3)    |
| 평균 강수량 mm (인치)                                         | 91.2 (3.59)     | 108.6 (4.28)    | 189.4 (7.46)    | 204.0 (8.03)    | 211.1 (8.31)    | 360.0 (14.17)   | 167.8 (6.61)    | 128.2 (5.05)    | 76.9 (3.03)     | 52.2 (2.06)     | 85.7 (3.37)     | 71.1 (2.80)     | 1,746.2 (68.76) |
| 평균 강수일수 (≥ 0.1 mm)                                      | 13.8            | 13.3            | 17.6            | 16.3            | 15.8            | 17.5            | 11.5            | 12.3            | 9.3             | 8.0             | 10.6            | 10.5            | 156.5           |
| 평균 강설일수                                                 | 3.1             | 2.3             | 0.5             | 0               | 0               | 0               | 0               | 0               | 0               | 0               | 0.1             | 1.3             | 7.3             |
| 평균 상대 습도 (%)                                            | 79              | 78              | 78              | 76              | 76              | 81              | 74              | 75              | 76              | 73              | 77              | 77              | 77              |
| 평균 월간 일조시간                                            | 93.2            | 92.8            | 109.6           | 128.5           | 145.4           | 124.9           | 226.8           | 214.6           | 178.8           | 168.5           | 129.3           | 124.3           | 1,736.7         |
| 가능 일조율                                                   | 28              | 29              | 29              | 33              | 35              | 30              | 53              | 53              | 49              | 48              | 41              | 39              | 39              |
| 출처: 중국기상국 (평년값: 1991년~2020년, 극값: 1971년~2000년) |                 |                 |                 |                 |                 |                 |                 |                 |                 |                 |                 |                 |                 |

## 주민
2003년 주민 등록 인구는 241만 3500명이었다. 한족이 99.16%를 차지하고 서족이 0.73%, 후이족, 좡족, 만주족, 먀오족이 0.1%르 차지한다. 취저우 사람들 대부분은 농업에 종사한다(203만 5100명).

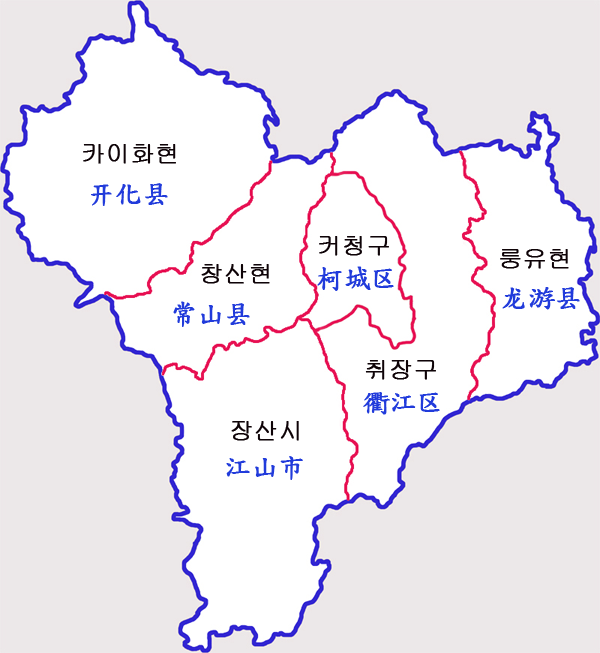
취저우시 현급 행정구역도

## 행정 구역
2개의 시할구, 1개의 현급시, 3개의 현을 관할 하에 둔다.
시할구
- 커청 구(柯城区)
- 취장 구(衢江区)

현급시
- 장산 시(江山市)

현
- 창산 현(常山县)
- 카이화 현(开化县)
- 룽유 현(龙游县)

## 교통
공항은 취저우 공항이 있으며, 철도는 취저우 역이 있다. 도로는 항진취 고속도로가 있다.